# Књижевност за децу
Књижевност за децу је књижевни жанр где су деца циљана публика, иако је могуће да у овим књигама уживају и одрасли. Неки сматрају да је дечја литература написана искључиво за децу, али многе књиге које су писане за одрасле данас се сматрају дечјим, као на пример Марк Твенове „Пустоловине Хаклбери Фина“. Дешавало се и супротно, да књиге писане за децу имају примарно одраслу публику.
Доста класика дечје литературе у ствари имају неколико нивоа тако да их радо читају и деца и одрасли. На пример, многи ће прочитати „Алису у Земљи чуда“ као деца, али и као одрасли, и уочити значења која су им била скривена као деци. Покушај да се идентификују карактеристике дела под називом дечја литература пружа нам добре смернице, које критичари обично прихватају. Међутим, за сваку од ових особина постоје бројни изузеци, или књиге за одрасле које поседују исте. У ову групу спадају и књиге које деца сама изабиру и читају, као и оне које наставници, родитељи, критичари, издавачи, библиотекари или књижаре одреде погодним за децу.

## Појам
Најбоље књиге за децу су оне које с подједнаким занимањем и задовољством читају млађи и старији. По Крочеу, књижевност за младе „није никада она коју пишу писци, већ она коју деца читањем прихватају и усвајају, бирају и предодређују, која задовољава њихове осећајне потребе.“ Деца, као по неком природном праву, преузимају остварења која поседују изузетну поетску вредност.
У пракси се јављају два назива: дечја књижевност и књижевност за децу. Заснивају се на односу књижевност – дете који се испољава у неколико видова: књижевност коју су написала сама деца; књижевност о деци, у којој су теме или мотиви из дечјег живота; књижевност за децу, односно коју је неко за њих написао.

### Честе карактеристике дечје литературе
- Деца имају главне улоге
- Тематски одговара дечјем узрасту
- Релативно кратка, садржи слике (поготово за мању децу)
- Написана једноставним језиком
- Ритам и игра су битни у стварању дечјег додира са уметношћу, па су уз једноставност примарни елементи у делима за децу
- Уско повезана са догађајима - доста дијалога а мало описа
- Садржи авантуре
- Покушава да васпитава децу у вези са понашањем у одређеним ситуацијама
- Срећан крај (добро побеђује зло)

## Историја
Књижевност за децу је део шире усмене традиције пре него што је штампа измишљена. Развоју ране књижевности за децу је тешко ући у траг. Више литературе је од 1400. године верског и моралног садржаја усмерено на децу. Крај деветнаестог и почетак 20. века је означен као златно доба књижевности за децу. Објављена дела из тог периода се данас сматрају класицима дечје књижевности.

### Прва књижевна дела на старословенском
Прва књижевна дела настала на старословенском језику, или преведена на њега, садржала су у себи могућност да у већини буду лектира за младе, па и за децу која ће се на њима, најчешће, учити писмености. Постоји низ сведочанстава да су се апокрифима, средњевековним причама и романима, а нарочито житијима светаца, заносили млади читаоци, да је на њих снажно деловала уметничка сугестивност ових дела.

### Доба ренесансе и барока
Доба ренесансе и барока нису донели диференцијацију у књижевном стваралаштву у ком би се развио и уобличио посебан вид литературе за децу и омладину. Најзначајнију улогу у одабирању дела за дечју и омладинску лектиру имају учитељи, тј. калуђери (учитељи у редовно организованим школама или домаћи учитељи при дворовима властеле и богаташа). У лектири коју су бирали ови учитељи првенство су имали грчка и римска класика и религиозне књиге.

### Доба рационализма и просветитељства
Тек у осамнаестом веку долази до системског и друштвено организованијег рада на образовању и васпитању омладине. Тада је и покренуто питање одабирања и стварања књижевних дела која би била погодна лектира за млађе. Још увек то није била књижевност за децу и омладину у данашњем значењу, већ низ школских приручних текстова који су узимани у букварима и писменицама. Уз њих су препоручивани и избори књига до којих се могло доћи и које су могле да се читају као лепа, занимљива, забавна и изнад свега васпитна литература.

#### Идеја просветитељства
Просветитељство је неговало идеју о измени и побољшању света помоћу планског и добро организованог васпитања. Том циљу су била подређена сва средства, укључујући и књижевност. Просветитељске идеје се најбоље спроводе уколико се у том духу васпитавају деца. Литерарно дело ове области требало је да буде оваплоћење идеје о преображају света и стварању новог човека, хуманисте - примера ка коме ће се усмеравати развој младих.

### Модерна литература за децу и омладину

#### Почетно доба
Роман Жан Жак Русоа (1712—1778) Емил или О васпитању , француског књижевника, филозофа и просветитеља, је претходница делима књижевности за децу и омладину. Емил је постао узор, полазиште многим писцима, не само у доба просвећености већ и касније. Упоредо са Емилом јавља се утицај нешто раније написаног романа Франсоа Фенелона Доживљаји Телемака, сина Одисејевог (1699), углавном познатог под краћим називом Телемак. Фенелон је дао осавремењену путописну фантастичну историју дидактичког карактера. Дело је у осамнаестом веку превођено на многе европске језике и било лектира младих. Емил и Телемак су сматрани за основна дела на која се ослањало образовање просвећених људи, поготово писаца.

#### Порекло модерног жанра
Омиљена дечја и омладинска лектира у другој половини осамнаестог века су била дела која аутори нису писали за младе. То су Робинзон Крусо Данијела Дефоа (1660 - 1731) и Гуливерова путовања Џонатана Свифта (1667 - 1745). Авантуризам, путешествије, фантастичност, акција и живост су одговарали природи младих читалаца и они су та дела почели да интензивно читају. Врло рано су се у овој групи нашле и басне Езопове, Лафонтенове и других баснописаца. У раном деветнаестом веку дански књижевник Ханс Кристијан Андерсен (1805—1875) путовао је Европом и писао многобројне познате бајке. У то време стварају и браћа Грим, Јакоб (1785—1863) и Вилхелм (1785—1863) и чувају и стварају традиционалне бајке у Немачкој.

### Златно доба књижевности за децу
Овај период су означила важна дела у литератури.
- Луис Керол: Алиса у земљи чуда (1865)
- Карло Колоди: Пинокио (1883)
- Јохана Шпири: Хајди (1880-1881, Швајцарска)
- Роберт Луис Стевенсон: Острво с благом (1883)
- Радјард Киплинг: Књига о џунгли (1894)

## Класификација по узрасту детета
Детињство и читалачко доба је врло тешко одредити када почиње. Већина психолога сматра да је детињство доба развоја младог људског бића од рођења до пубертета. Горња временска граница тога развоја је релативна и тешко се може означити годинама старости. Пубертет је условљен индивидуалним одликама сваког детета, средином и погодностима развоја и јавља се између дванаесте и петнаесте године живота. Још је теже одредити када дете постаје читалац.
- 0-5 година ; најпогодније су сликовнице
- 5-7 година; књиге посебно конципиране да омогућавају детету да изгради читалачке вештине
- 7-12 година; књиге са поглављима
- 12-15 година; књиге прилагођене адолесцентима и младима[7][8]

## Лектира за децу
Потребно је имати у виду разлику између књижевности за децу и лектире за децу. Појам лектире је шири од појма књижевности за децу. Појам лектире настајао је заједно са развојем и учвршћењем школе као институције и усмеравањем њене друштвене функције. Лектиру су бирали одрасли у циљу ширења верских и моралних садржаја, као и васпитних материјала. У лектиру спадају и дела са историјском и научнофантастичном садржином писана у књижевној форми, и низ написа из других области који се граниче са књижевношћу. Лектиру могу да чине и одломци појединих сложенијих дела, а који су по свом саставу нешто једноставнији да би их деца могла разумети.